# DALnet
DALnet är ett nätverk av IRC-servrar.

## Historik
DALnet grundades i juli 1994 när en grupp vänner från kanalen #StarTrek på EFnet tröttnat på latens och andra tekniska problem. Man ville ha en plats för så störningsfri kommunikation som möjligt. En server för Star Treks internetrollspel kopplades till en testserver och en tid senare anslöts ytterligare några servrar. Namnet kommer från de inledande bokstäverna i rollspelsserverns användarnamn. Senare fick det sin nuvarande stavning DALnet.
Då man startade så kallade services, NickServ och ChanServ underlättade detta för många användare eftersom något liknande inte fanns på andra nätverk. DALnet blev ett av de första servernätverken att tas med i mIRC:s lista över servrar. På grund av att den sorterades i alfabetisk ordning kom DALnet högre upp än de vid den tiden mycket större nätverken EFnet och Undernet, någo som ledde till en stark tillströmning av nybörjare på mIRC, men även av fler användare i allmänhet. En lång period låg DALnet som standardserver i mIRC.
År 2002 hade man cirka 100 000 användare. Detta gjorde DALnet till ett av de absolut största nätverken, men samma år blev nätverket utsatt för kraftiga DDoS-attacker vilket ledde till att servrarna ofta låg nere och att de servrar som fanns uppe var överbelastade av användare som ville chatta. Detta ledde till att många användare gick till andra IRC-nätverk. När allting lugnat ner sig växte DALnet långsamt och har sedan dess haft cirka 35 000 användare.

## Tekniska landvinningar
DALnet utvecklade en egen version av "anycast" för IPv4, vilket innebar att flera servrar endast täckte vissa regioner av Internet och alltså gör det svårare att attackera. Detta gav en stabilare och mer pålitlig access för de användare som använde dessa servrar. 